# Ascalenia viviparella
Ascalenia viviparella ist ein Schmetterling (Nachtfalter) aus der Familie der Chrysopeleiidae.

## Merkmale
Die Falter erreichen eine Flügelspannweite von 7 bis 10 Millimeter. Kopf, Thorax und Tegulae glänzen graubraun, die Schuppen haben hier helle Spitzen. Die Fühler glänzen grau. Die Vorderflügel sind graubraun und mit an den Spitzen hellgrauen Schuppen gesprenkelt. Ein undeutlicher und unregelmäßiger Subcostalstrich erstreckt sich von der Flügelbasis bis zu 1/3 der Vorderflügellänge. Er ist teilweise in Richtung Analfalte gekrümmt, kreuzt diese in der Mitte, reicht aber nicht bis zum Flügelinnenrand. Ein weiterer Subcostalstrich befindet sich bei der halben Vorderflügellänge. Eine unregelmäßige, zickzack-förmige, hellgraue Binde befindet sich bei 3/4 der Vorderflügellänge. Der Apikalbereich des Vorderflügels ist mehr hellgrau gefärbt, die Fransenschuppen glänzen hellgrau. Die Hinterflügel glänzen ebenfalls hellgrau. Bei den Weibchen befinden sich am Innenwinkel der Vorderflügelunterseite einige große dunkelgraue Schuppen. Die Hinterflügel sind in der Mitte des Dorsalbereichs mit einer Reihe großer, dunkelgrauer Schuppen versehen. Das Abdomen glänzt hellgrau, bei den Weibchen sind die Segmente sechs und sieben lateral und ventral schwärzlich. Die Zeichnung der Vorderflügel ist sehr variabel, die Striche und Binden können wie die helle Sprenkelung mehr oder weniger deutlich ausgeprägt sein, sodass eine Verwechslung mit anderen, ähnlichen Arten möglich ist.
Bei den Männchen ist der Uncus lang und kräftig. Er hat eine stumpfe hakenförmige Spitze. Die Valven sind lang und verjüngen sich in der distalen Hälfte leicht. Die Einkerbung am Apex ist außen von einem stark sklerotisierten Kranz umgeben, innen befinden sich verschieden lange grobe Borsten. Zwei große und stark gekrümmte Borsten befinden sich an der Basis. Der Aedeagus ist lang und schlank. Er ist vor der Mitte gebogen und hat zwei kurze, verschieden lange Dorne. Der erste befindet sich dorsolateral gelegen in der Mitte. Der zweite ist kleiner und befindet sich am Apex.
Bei den Weibchen ist die schlitzförmige Ausbuchtung des siebenten Sternits U-förmig, die hintere Hälfte ist sklerotisiert. Die Falte des sechsten Sternits ist groß und trapezförmig. Das Ostium ist breit und rund, es ist von zwei großen Seitenschilden mit netzförmiger Struktur umgeben. Sie verjüngen sich in der Mitte und sind in spitzem Winkel nach außen gebogen. Der Ductus bursae ist kurz und breit, er verläuft in mehreren Windungen. In der Mitte verläuft ein sklerotisiertes Längsband, welches besonders in Richtung des Ostiums  ausgeprägt ist. Das Corpus bursae ist eiförmig und hat zwei kleine, häufig zweispitzige Signa.

## Verbreitung
Ascalenia viviparella ist in den meisten südöstlichsten Gebieten Europas (Krim, Süden des Ural)  beheimatet. Daneben kommt die Art auch in Afghanistan, dem Iran, der Ukraine, im Süden Russlands, in Kleinasien, dem Transkaukasus und in Zentralasien im Osten bis in die Mongolei vor. In Wüsten und Halbwüsten ist die Art häufig.

## Biologie
Die Raupen entwickeln sich an Calligonum junceum, Calligonum setosum und Calligonum leucocladum. Sie leben vom späten Frühling bis zur zweiten Hälfte des Sommers in den Trieben und Früchten der Wirtspflanzen. Die Art bildet zwei Generationen im Jahr, die Falter können während des gesamten Jahres angetroffen werden. Sie überwintern in den Bauen verschiedener Nagetiere.

## Belege
1. 1 2 3 4 5  J. C. Koster, S. Yu. Sinev: Momphidae, Batrachedridae, Stathmopodidae, Agonoxenidae, Cosmopterigidae, Chrysopeleiidae. In: P. Huemer, O. Karsholt, L. Lyneborg (Hrsg.): Microlepidoptera of Europe. 1. Auflage. Band 5. Apollo Books, Stenstrup 2003, ISBN 87-88757-66-8, S. 181 (englisch).
2. ↑  Ascalenia viviparella bei Fauna Europaea. Abgerufen am 6. April 2012
3. ↑  Friedrich Kasy (1969): Vorläufige Revision der Gattung Ascalenia WOCKE (Lepidoptera, Walshiidae). Annalen des Naturhistorischen Museums Wien 73: S. 339–375 (zobodat.at [PDF]).
4. ↑  J. C. Koster: Notes on the Cosmopterigidae (Lepidoptera) of Afghanistan and Jammu & Kashmir, India with description of two new species. In: Zoologische Mededelingen. Band 82, Nummer 12, 2008, S. 91–102, (Volltext abrufbar).